# Centre d'Anàlisi i Programes Sanitaris (CAPS)
El Centre d'Anàlisi i Programes Sanitaris, també conegut com a CAPS, és una organització no governamental sense ànim de lucre creada, a la ciutat de Barcelona l'any 1983. Com indica la seva acta fundacional, CAPS vol contribuir a la reflexió, la investigació, l'intercanvi d'idees i la divulgació multidisciplinar de la salut des d'una perspectiva interseccional.
L'objectiu principal és impulsar i fomentar activitats científiques que millorin les condicions de vida i salut, amb un enfocament prioritari en la lluita contra les discriminacions i desigualtats en salut i en l'accés als serveis sociosanitaris, vinculades a factors com la classe social, el gènere, el medi ambient o l'ètnia, així com promoure la cooperació sanitària en països en desenvolupament. També es vol actuar com a centre de trobada, reflexió i debat per a professionals sanitaris, socials i la ciutadania; fer tasques de recerca i formació sobre salut i sistemes sanitaris; i oferir informació, formació i assessoria a la comunitat perquè sigui protagonista de la seva pròpia salut. L'entitat és signant del Compromís ciutadà per la Sostenibilitat.
L’any 1996, el Centre d’Anàlisi i Programes Sanitaris va organitzar un congrés, reunint experts de 53 països per parlar sobre la perspectiva de gènere en salut. Un congrés que va tenir molt ressò, perquè va permetre establir una xarxa d’investigació a escala mundial.
CAPS ha elaborat la guia Salud para disfrutar sin límite d'edat, resultat de la recerca científica duta a terme per més de 20 professionals de diferents àmbits de la salut, durant el període 2023-24. El projecte, en col·laboració amb l'Instituto de las Mujeres (Ministerio de Igualdad) va ser presentat l'onze d'abril de 2024. La recerca s'estructura en tres àmbits temàtics que poden condicionar la salut i la qualitat de vida: L'exploració del desig, la sexualitat, la sensualitat i l'harmonia del cos i la ment; La menopausa com a falsa crisi dels 50, i com superar-la i, per acabar, La morbilitat diferencial, la prevenció cardiovascular i el diagnòstic diferencial del dolor. Per tal que la divulgació científica d'aquest projecte arribi tants als professionals de la salut com a la ciutadania, els resultats de la recerca s'ofereixen en forma de guia i també com a materials audiovisuals (vídeos i pòdcast).
Des del 1996 publica la revista Mujeres y salud.